# Seminole (Oklahoma)
Seminole – miasto w Stanach Zjednoczonych, w stanie Oklahoma, w hrabstwie Seminole.